# Elias Leyds
Pater Elias Leyds CSJ ( Eindhoven, 13 december 1958 – Oisterwijk, 22 januari 2024) was een Nederlands priester en programmadirecteur van enkele katholieke radiostations.
Pater Elias Leyds werd als Frederik Boudewijn Leyds geboren in een vrijzinnig hervormd gezin met vijf kinderen. Zijn broer Chris Leyds is een rallyrijder. Als kind zat Leyds op een internationale kostschool in Wales. Tijdens zijn studietijd in Delft, waar hij afstudeerde als geofysisch ingenieur, kwam hij via vrienden in aanraking met het rooms-katholieke geloof. In 1981 stapte hij over naar de rooms-katholieke kerk. Na zijn afstuderen werkte hij korte tijd bij Shell. Als eerste Nederlander trad hij in bij de Franse congregatie van de Broeders van Sint Jan (c.s.j.), waar hij theologie ging studeren. In 1992 werd hij tot priester gewijd in Enschede. Daarna werkte hij onder meer als gevangenisaalmoezenier in Litouwen en de Russische Kaukasus. Tussen 2009 en 2013 werkte bij voor verschillende parochies in Utrecht.
Leyds stond bekend als conservatief en activistisch. Tussen 2013 en 2018 was hij programmadirecteur van Radio Maria Nederland. In 2020 werd hij programmadirecteur van het door hem zelf opgerichte EWTN Lage Landen, een filiaal van het Amerikaanse conservatief-katholieke media-imperium EWTN, dat bekend staat om zijn steun aan Donald Trump en kritiek op paus Franciscus.

## Laatste dagen en overlijden
Vier dagen voor zijn dood sprak hij in wat zijn laatste bijdrage aan Radio Maria zou worden over de ‘verwarring’ binnen de Rooms-Katholieke Kerk, met name omtrent de opening van zegeningen van homostellen door paus Franciscus, wat hij zag als een 'uitdaging voor het geloof' en onderdeel van de 'plannen van Satan'. Op 22 januari 2024 pleegde hij zelfmoord, bevestigd door de politie en zijn congregatie, in zijn werkkamer in de Pastorie.